# 劳里·英曼
拉尔斯（劳里）·约翰内斯·英曼（瑞典語：Lars (Lauri) Johannes Ingman，1868年6月30日—1934年10月25日） 芬兰神学家、主教和政治家。1916年到1930年担任赫尔辛基大学神学教授。他也是一个保守的民族联合党成员，担任过议长和几届内阁部长，1918年- 1919年和1924 - 1925年两次担任芬兰总理。1930年他被选为芬兰福音派路德宗教会首领——图尔库大主教（Archbishop of Turku）。